# Pambolus flavicornis
Pambolus flavicornis är en stekelart som beskrevs av Szepligeti 1913. Pambolus flavicornis ingår i släktet Pambolus och familjen bracksteklar. Inga underarter finns listade i Catalogue of Life.